# Samuele Abarbanel
Samuele Abarbanel o Samuel Abarbanel (Lisbona, 1473 – Ferrara, 1547) è stato un banchiere e mecenate portoghese naturalizzato italiano.

## Biografia

### Soggiorno nel Regno di Napoli
Membro della famiglia degli Abrabanel, figlio di Isaac Abrabanel e fratello di Leone Ebreo, dopo un breve periodo di studio a Salonicco si stabilì a Napoli. Là divenne finanziere del viceré del Regno di Napoli, Pedro Álvarez de Toledo y Zúñiga, mentre la moglie Benvenida si occupò dell'educazione della figlia di quest'ultimo. Dopo la morte del suocero Giacobbe di Giuda Abarbanel gli subentrò come capo della comunità ebraica. In questo ruolo sfruttò l'influenza presso il viceré per ritardare l'applicazione del decreto del 5 gennaio 1533 sull'espulsione degli ebrei dal regno. Nel 16 febbraio 1535 ottenne un privilegio che funse da base dei nuovi capitolati del 24 novembre 1536. Tuttavia ciò non bastò ad impedire la definitiva espulsione degli ebrei dal regno nel 1539.

### Trasferimento a Ferrara
Abrabanel restò a Napoli ancora due anni, e infine accettando un invito del Duca di Ferrara Ercole II d'Este si trasferì a Ferrara con la famiglia. Il viceré di Napoli gli accordò un salvacondotto che gli permise di portare con sé mobili e suppellettili preziose senza ostacoli e senza pagamento di tasse. Continuò la sua attività di banchiere e mecenate fino alla sua morte, nel 1547.

### Vita privata
Ebbe quattro figli: Letizia, Gioia, Giacobbe e Giuda. La moglie Benvenida fu in buoni rapporti con Cosimo I de' Medici e fu in grado di mantenere dei legami finanziari con la Toscana.